# Døden er et kjærtegn
Døden er et kjærtegn (norwegisch für „Der Tod ist eine Liebkosung“) ist ein norwegischer Film in Schwarzweiß aus dem Jahr 1949 der Regisseurin Edith Carlmar und ist der erste Film Noir in Norwegen. Er beruht auf der gleichnamigen Romanvorlage von Arve Moen. Der Film wurde am 29. August 1949 in Norwegen uraufgeführt und verursachte wegen seiner erotischen Anspielungen zahlreiche Skandale.

## Handlung
Oslo. Der junge Erik Hauge arbeitet als Automechaniker in einer Werkstätte, in der er eine reiche Kundin namens Sonja Rentoft kennen lernt. Diese zeigt offen ihr erotisches Interesse an ihm und versucht ihn zu verführen. Als sie zunächst erfolglos bleibt, lässt sie ihn über ihren Ehemann als Fahrer engagieren, um ihm nahe zu sein. Bald schon erwidert Erik ihre Avancen, obwohl er mit seiner Verlobten Marit eine gemeinsame Zukunft plant und Sonja Rentoft verheiratet ist. Das Leben in Reichtum und Sorglosigkeit übt große Attraktivität auf Erik aus. Bald vernachlässigt er sowohl seine Verlobte als auch seinen Arbeitsplatz und es entwickelt sich eine intensive erotische Beziehung zwischen ihm und Sonja. Allerdings ist diese schon am Beginn von gegenseitigen Demütigungen und Missverständnissen geprägt.  
Bald wird sichtbar, dass sich die klassische Rollenverteilung zwischen Mann und Frau in ihrer Beziehung ins Gegenteil verkehrt hat. Erik kündigt seinen Job und zieht in ein Apartment, das Sonja ihm zur Verfügung stellt. Er ist nicht nur finanziell, sondern auch emotional von ihr abhängig und zieht ein introvertiertes, häusliches Leben vor. Sonja wiederum, die Lebefrau, will ihn immer wieder überreden, sich in Sonjas Freundeskreis zu integrieren. Andrerseits überwacht sie eifersüchtig jede seiner Bewegungen, an denen sie selbst nicht teilhaben kann.  
Schließlich heiraten sie, Erik nimmt eine Arbeit an und beide beschließen, ein Kind in die Welt zu setzen. In weiterer Folge verschärfen sich aber ihre Konflikte nur noch mehr. Sie drohen an ihrem unterschiedlichen sozialen Status, ihrer Vorstellung von Partnerschaft und ihren unterschiedlichen Lebenskonzepten zu scheitern. Ihr Zusammenleben ist geprägt von Obsession, heftigen Auseinandersetzungen und Eifersucht. Es kommt zu einer letzten großen Szene zwischen ihnen, die in einer tätlichen Auseinandersetzung mit Todesfolgen endet.

## Kritik
Das Drehbuch des Films wurde auf Basis der gleichnamigen Novelle von Arve Moen entwickelt, der den Stoff seines Buches aus seiner Arbeit als Richter bezog. Inhaltliche und stilistische Anleihen an das Buch von James M. Cain, Wenn der Postmann zweimal klingelt (1934), sind unverkennbar. Edith und Otto Carlmar waren wohl wegen des Aufsehens, das die zeitgenössische Verfilmung des Romans 1946 (dt. Titel: Im Netz der Leidenschaften, 1946) in den USA erzeugt hatten, auf das Genre des Film Noir verfallen.  
Kritiken betonen immer wieder, dass es sich um den ersten Film Noir in Norwegen handelt, sowohl stilistisch als auch thematisch. Tatsächlich zeigt der Film in einer Rückblende eine dramatische Liebesaffäre, die geprägt ist von der Enge einer verqueren Paarbeziehung, der zunehmenden Vereinsamung der Partner und einem unausweichlichen, tödlichen Schicksal. Am Ende des Films macht Erik die Ausweglosigkeit der Situation klar, indem er feststellt, dass es nach dem Tod seine Frau wiedersehen will, sei es im Himmel oder in der Hölle.  
Der Film erregte in der Öffentlichkeit des Nachkriegsnorwegen wegen seines Spiels mit der Rollenverteilung zwischen Mann und Frau, der für die damaligen Zeit sehr mutigen erotischen Andeutungen (verbal und visuell), seiner Thematisierung der Möglichkeit eines Schwangerschaftsabbruchs sowie des düsteren Tones große Aufmerksamkeit. Ihm wurde u. a. Pornographie und moralische Verwerflichkeit vorgeworfen. Die Regisseurin Edith Carlmar wurde während der Laufzeit des Filmes in Oslo mit dem Tode bedroht, die Kommune Kristiansand verweigerte eine öffentliche Aufführung. Zudem war es der erste Film in Norwegen, in der eine Frau Regie führte. 